# どこかに美しい村はないか
『どこかに美しい村はないか ～幻想の村遠野・児玉房子ガラス絵の世界より～』は、2020年に公開された日本のドキュメンタリー映画。
茨木のり子の詩と児玉房子のガラス絵をモチーフに、岩手県遠野の厳しくも美しい自然とその中で働き暮らす人々の姿を描いた作品。撮影に１年半をかけ、農薬や肥料を使わない「自然栽培」に取り組む米農家、リンゴ農家たちの姿や、水田に映る雲、清らかな川の流れ、虫や鳥の声、降り積もる雪といった四季の雄大な移り変わりを描き出している。
2020年度 キネマ旬報 文化映画部門20位。

## スタッフ
- 撮影・監修・監督：能勢広
- 撮影：篠田雪夫
- 音楽・演奏：Rakira
- 製作補：土田有紀恵
- プロデューサー：田下啓子